# Nguyên Van Thieu
Nguyên Van Thieu [pronunciaciónⓘ], (Phan Rang, 5 de abril de 1923-Boston, Massachusetts; 29 de septiembre de 2001) fue un militar y político vietnamita que destacó durante el periodo histórico de la Guerra de Vietnam. 
Entre 1965 y 1975, fue presidente de Vietnam del Sur, siendo la persona que más tiempo ejerció el cargo durante la existencia del Estado survietnamita. Asimismo, ostentó importantes puestos y mandos en el Ejército de la República de Vietnam, nombre oficial del grueso militar de Vietnam del Sur. Tras la Caída de Saigón y del resto del país en manos de Vietnam del Norte en 1975 marchó al exilio, instalándose finalmente en Estados Unidos. Murió en la ciudad de Boston en 2001.

## Biografía

### Juventud y primeros años
Nació en un pueblo de la costa de la parte central de Vietnam (Provincia de Ninh Thuận) en 1923. Siendo un joven se unió al Viet Minh, liderado por Hồ Chí Minh, cuyo objetivo era liberar a Vietnam del colonialismo francés. Abandonó este movimiento un año después, después del regreso de los franceses a Vietnam del Sur en 1946.
Inicialmente Thieu se enroló en la Academia de la Marina Mercante pero fue transferido a la Academia Militar nacional, ubicada en Dalat, en 1949. Al graduarse en 1951 fue comisionado como Teniente Segundo en la primera lista del curso de candidatos a oficiales del "Ejército Nacional de Vietnam", que había sido creado por el emperador Bảo Đại cuando accedió a colaborar con los franceses como "Jefe de Estado" del "Estado de Vietnam" (patrocinado por el Gobierno francés) para pelear en contra de la República Democrática de Vietnam liderada por el Viet Minh. Thieu ya era teniente coronel cuando la República de Vietnam (Vietnam del Sur) fue fundada y ganó su soberanía total con la retirada de las últimas tropas francesas en 1955, de acuerdo con lo estipulado en la Conferencia de Ginebra un año antes.

### Carrera política

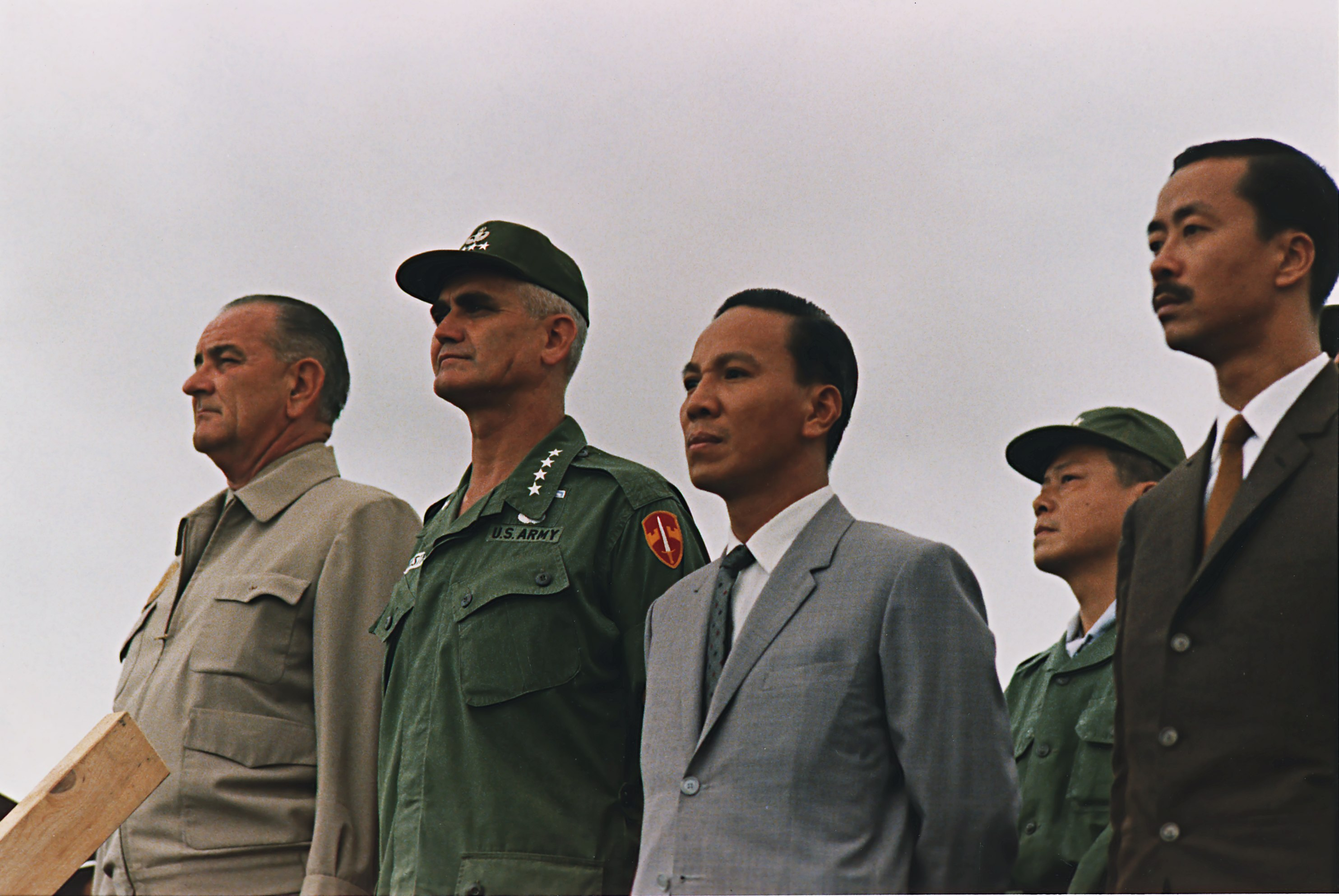
Fotografía de una visita de Lyndon B. Johnson a Vietnam del Sur en 1966. Aparece acompañado del general William Westmoreland y de Nguyên Van Thieu.

Sirvió como jefe de Estado ceremonial de Vietnam del Sur en el gobierno del primer ministro Nguyễn Cao Kỳ entre 1965 y 1967. El 3 de septiembre de 1967 tuvo éxito en su campaña por la nueva presidencia survietnamita, ganando el 38% de los votos totales y mantuvo esa posición hasta pocos días antes de que fuera inminente la Caída de Saigón en 1975. El régimen de Thieu fue acusado de ser aún más corrupto que el de su predecesor. Al contrario de Kỳ, Thieu creó un partido político y centralizó la mayor parte del poder político en la rama ejecutiva cosra del congreso electo. Fueron colocados aliados cercanos a él en puestos ministeriales y militares claves para prevenir el surgimiento de cualquier amenaza al liderazgo del presidente. 
En 1971, Thieu fue a por la reelección, pero su reputación como político corrupto hizo creer a sus adversarios políticos que la elección estaba amañada y declinaron competir por la presidencia. Como candidato único, Thieu fue reelegido muy fácilmente, recibiendo un sorprendente 94% del voto del electorado. En enero de 1975, la Guerra de Vietnam entra en su fase final, con el Viet Cong entrando masivamente en Vietnam del Sur. Thieu notificó al presidente Gerald Ford que pensaba que Vietnam del Norte había violado los Acuerdos de Paz de París de 1973 y pidió 300 millones de dólares en ayuda, pero el Congreso de los Estados Unidos no aprobó esa ayuda. Molesto, Thieu declaró, 

"Los Estados Unidos no han mantenido su palabra. ¿Hoy en día es fiable la palabra de un estadounidense? ... Los Estados Unidos no mantuvieron su promesa de ayudarnos a luchar por la libertad, y se trata del mismo combate en la que los Estados Unidos perdieron a 50 000 jóvenes".

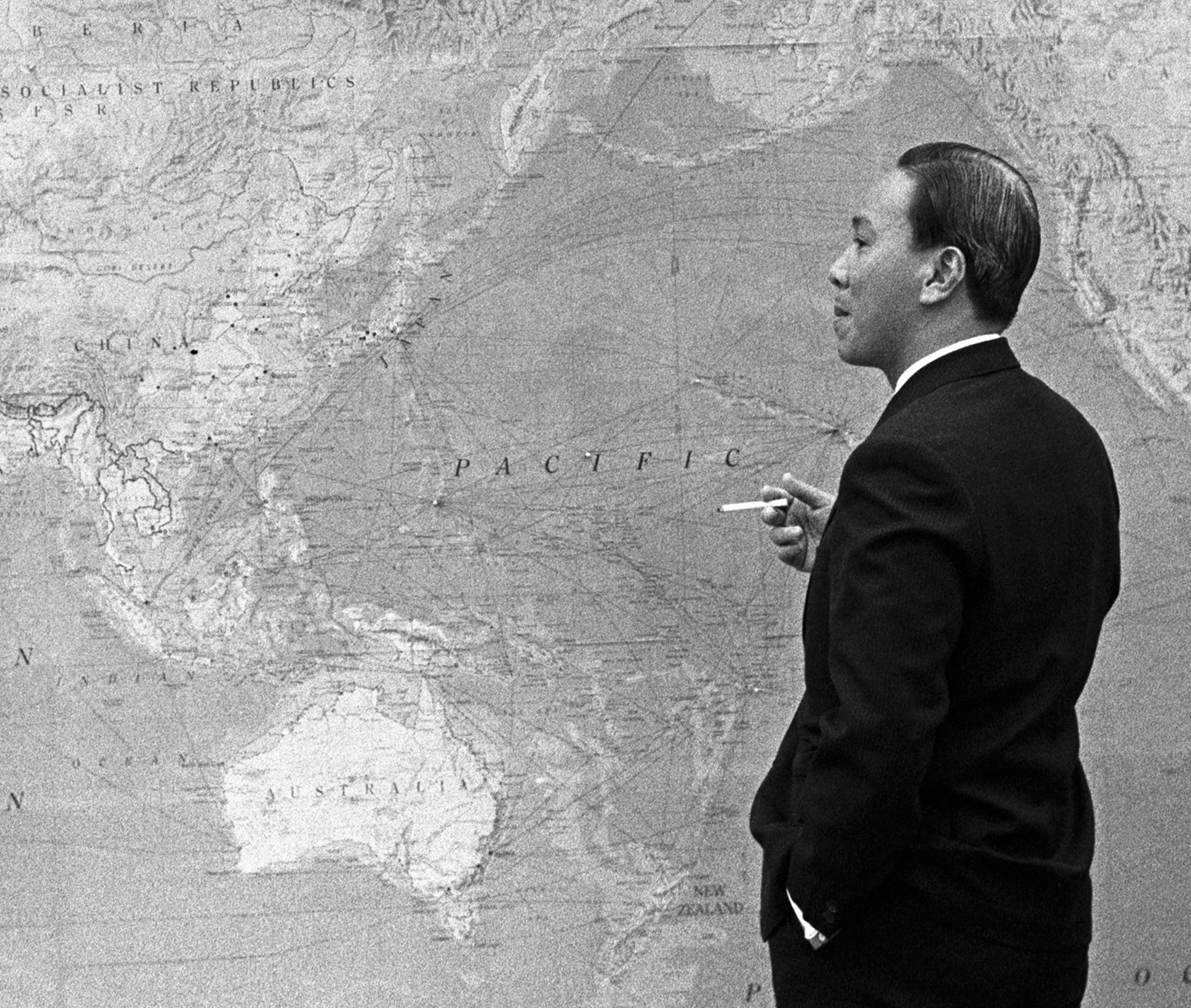
Nguyen Van Thieu frente un mapamundi durante un encuentro que mantuvo con Lyndon B. Johnson en Hawái, 1968.

En la denominada "Ofensiva de Primavera" lanzada por Vietnam del Norte, todas las resistencias se derrumbaron y las condiciones en Vietnam del Sur rápidamente se deterioraron. La 18.ª División (conocida también como "Los Superhombres") trataron de defender Xuân-lộc, el último bastión antes de llegar a Saigón. De acuerdo al Viet Minh, esta división combatió muy bien pero no fue suficiente. Días antes de la victoria comunista, Thieu renunció y huyó a Taiwán, entregándole el poder a su vicepresidente Trần Văn Hương, quien tomó la presidencia el 21 de abril de 1975, solo 9 días antes de que Vietnam del Sur se rindiera incondicionalmente a las tropas de Vietnam del Norte el 30 de abril de 1975.

### Exilio
Thieu huyó en primer lugar a Taiwán para después establecerse en Surrey, ciudad del Reino Unido. Finalmente se trasladó y estableció en la ciudad de Foxborough, Massachusetts, en los Estados Unidos, donde falleció en 2001. Fue incinerado y sepultado en Boston.